# Sarah Kampf
Sarah Kampf, geb. Seeger (* 2. März 1981) ist eine deutsche Sportkletterin, die vor allem am natürlichen Fels erfolgreich ist.

## Leben
Sie begann im Alter von 15 Jahren in Frankreich mit dem Klettern. 1999 bestritt Kampf ihren ersten Wettkampf, bereits zwei Jahre später erreichte sie den zweiten Platz in der Gesamtwertung des Deutschen Sportklettercups. 2003 wurde sie sowohl im Speedklettern wie auch im Schwierigkeitsklettern Deutsche Vizemeisterin.
Von Anfang an war Seeger auch am Fels aktiv, nach ihrem Rückzug vom Wettkampfgeschehen 2004 wurde sie zur besten deutschen Felskletterin. Besonders erfolgreich war sie am Allgäuer Rottachberg und im Nördlichen Frankenjura. Dort gelang ihr 2009 als erste Frau weltweit die Begehung einer Route im französischen Schwierigkeitsgrad 8c.
Als Politikwissenschaftlerin mit dem Schwerpunkt Europapolitik arbeitete sie u. a. für das Centrum für angewandte Politikforschung der Ludwig-Maximilians-Universität München.
Derzeit ist sie als PR-Managerin bei Marmot tätig.

## Erfolge am Fels

### Routen
- März 2004: Hydrophobia (8b+) in Siurana, Spanien[1]
- November 2006: Smith & Wesson (8b+) im Nördlichen Frankenjura[2]
- November 2007: King of the Bongo (8b+/8c) am Rottachberg[3]
- Mai 2009: Ronin (8b+/8c) im Nördlichen Frankenjura[4]
- Oktober 2009: Steinbock (8c) im Nördlichen Frankenjura[5]
- September 2010: Odd Fellows (8c) im Nördlichen Frankenjura[6]
- August 2012: ChriSu (8c) am Rottachberg
- November 2012: T1-Full Equip (8c) in Oliana, Spanien
- August 2017: Roof Warrior (8c) im Nördlichen Frankenjura
- Juli 2018: Battle Cat (8c/+) im Nördlichen Frankenjura

### Boulder
- 2004: Laktat (Fb. 8a+ trav.)
- 2009: Mackie Messer (Fb. 8a bloc)
- 2010: Rothaut (Fb. 8a+ trav.)
- April 2011: Hollow Man (Fb. 8a+ trav.)[7]
- 2012: Kalte Sophie (Fb. 8a+)